# Конкорд (Мичиген)
Конкорд (енгл. Concord) град је у америчкој савезној држави Мичиген.

## Демографија
По попису из 2010. године број становника је 1.050, што је 51 (-4,6%) становника мање него 2000. године.
| Група             | 2000.         | 2010.         |
| Белци             | 1.076 (97,7%) | 1.022 (97,3%) |
| Афроамериканци    | 1 (0,1%)      | 3 (0,3%)      |
| Азијати           | 8 (0,7%)      | 1 (0,1%)      |
| Хиспаноамериканци | 9 (0,8%)      | 19 (1,8%)     |
| Укупно            | 1.101         | 1.050         |